# Faronta exoul
Faronta exoul är en fjärilsart som beskrevs av Walker 1856. Faronta exoul ingår i släktet Faronta och familjen nattflyn. Inga underarter finns listade i Catalogue of Life.